# Кобахидзе, Пьер Калистратович
Пьер Калистратович Кобахи́дзе (1907 — 1963) — грузинский советский актёр. Народный артист Грузинской ССР (1946). Лауреат Сталинской премии (1952).

## Биография
Родился 16 (29) июня 1907 года. В 1924 году окончил Тбилисскую театральную студию под руководством А. Н. Пагава. В 1924—1930 годах работал в Тбилисском театре имени Ш. Руставели, с 1930, с переводом из Кутаиси в Тбилиси 2-го государственного драмтеатра под руководством К. А. Марджанишвили, перешёл в этот театр.
Кобадзе принадлежал к поколению актёров, творческий путь которых начинался в годы активной работы Марджанишвили над созданием советского грузинского театра. Он работал с этим режиссёром и в театре им. Руставели и видимо его переход во 2-й драматический театр, был переходом вслед за режиссёром. Кобахидзе обычно называют среди учеников Марджанишвили.
Умер 20 августа 1963 года.
Жена — народная артистка Чавчавадзе, Тамара Ираклиевна.

## Роли в театре
- В 1932 году исполнил главную роль учёного гуманиста Уриэля Акоста в одноимённой трагедии немецкого автора Карла Фердинанда Гуцкова, посвященная жизни голландского философа, предшественника Спинозы, направленная против подавления свободы мысли и религиозного мракобесия. (первым исполнителем этой роли был У. Чхеидзе).
- В 1935 году в пьесе Ф. Шиллера «Коварство и любовь» сыграл главную роль молодого аристократа Фердинанда, искренняя любовь которого к простой девушке из-за коварства окружающих приводит к гибели обоих.
- В 1940 году сыграл роль молодого аристократа Армана Дювалье в пьесе «Маргарита Готье» по роману А. Дюма «Дама с камелиями». Несчастная история любви молодого аристократа и смертельно больной куртизанки.
- В 1944 году в комедии Шекспирf «Укрощение строптивой» исполнил роль главного героя Петруччио, энергичного и привлекательного, преодолевающего капризы своей невесты Катарины.
- В 1944 году в пьесе А. Н. Островского «Бесприданница», исполнил роль Паратова, обаятельного купца, без моральных принципов, совратившего героиню спектакля.
- 1945 год Чонта в пьесе В. Пшавела «Изгнанник»,
- 1948 год Онисэ в пьесе Казбеги «Пастырь»
- В 1951 году роль римского полководца Марка Антония в трагедии В. Шекспира «Антоний и Клеопатра»,
- Одним из первых на грузинской сцене сыграл В. И. Ленина в 1941 году в пьесе Погодина «Кремлёвские куранты», и в 1947 в пьесе «1917 год» Асатиани и Чиаурели.

## Награды
- Сталинская премия второй степени (1952) — за исполнение роли Вашадзе в пьесе «Его звезда» Мосашвили.
- два ордена Трудового Красного Знамени (30.11.1950[2] и 17.4.1958[3])
- орден Красной Звезды (14.4.1944)
- орден «Знак Почёта» (24.2.1941)
- Народный артист Грузинской ССР (1946)
- Сталинская премия (1952)